# Iodotropheus stuartgranti
Iodotropheus stuartgranti är en fiskart som beskrevs av Konings, 1990. Iodotropheus stuartgranti ingår i släktet Iodotropheus och familjen Cichlidae. IUCN kategoriserar arten globalt som sårbar. Inga underarter finns listade i Catalogue of Life.